# Wahlen 1886
◄◄ | ◄ | 1882 | 1883 | 1884 | 1885 | Wahlen 1886 | 1887 | 1888 | 1889 | 1890 | ► | ►►

Weitere Ereignisse
Die Liste der Wahlen 1886 umfasst Parlamentswahlen, Präsidentschaftswahlen, Referenden und sonstige Abstimmungen auf nationaler und subnationaler Ebene, die im Jahr 1886 weltweit abgehalten wurden.
Das damalige Wahlrecht entsprach typischerweise nicht den Wahlrechtsgrundsätzen der direkten, geheimen und gleichen Wahl. Zeittypisch waren oft nur kleine Teile der Bevölkerung wahlberechtigt, ein Frauenwahlrecht war nicht gegeben.

## Termine
| Land                   | Datum            | Wahl 1886                     | Letzte Wahl | Bemerkung |
| ---------------------- | ---------------- | ----------------------------- | ----------- | --------- |
| Liechtenstein          | 6.–10. Apr.      | Landtagswahl in Liechtenstein | 1882        |           |
| Königreich Italien     | 23. und 30. Mai  | Parlamentswahl in Italien     | 1882        |           |
| Vereinigtes Königreich | 1. Juli–27. Juli | Unterhauswahl                 | 1885        |           |
| Vereinigte Staaten     | 2. Nov.          | Wahl zum Repräsentantenhaus   | 1884        |           |